# Narcao
Narcao ist eine italienische Gemeinde (comune) in der Provinz Sulcis Iglesiente auf Sardinien. Die Gemeinde liegt etwa 13 Kilometer ostnordöstlich von Carbonia und etwa 33,5 Kilometer südsüdöstlich von Iglesias am Parco Geominerario Storico ed Ambientale della Sardegna.

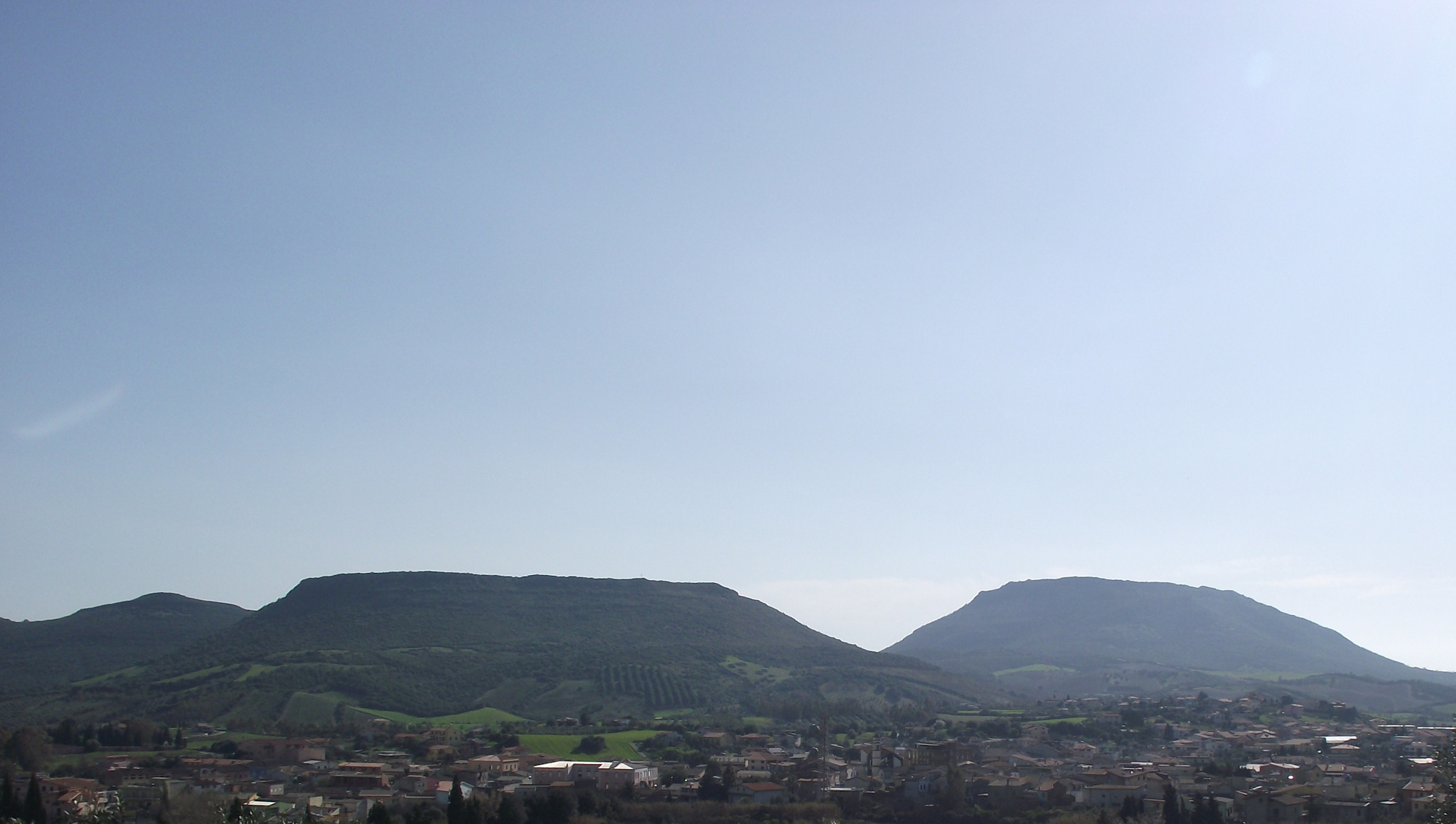
Blick auf Narcao

## Gemeindepartnerschaften
Narcao unterhält eine inneritalienische Partnerschaft mit Bovegno in der Provinz Brescia sowie eine Partnerschaft mit der französischen Gemeinde Les Rues-des-Vignes im Département Nord.

## Geschichte
Auch in der Zeit vor der Besiedlung der Nuragher war das Gebiet bereits besiedelt. Funde aus der nuraghischen Zeit sind zwar ebenfalls zu finden. 1853 wurde das Gebiet zur Gemeinde erhoben.